# سان ماورو پاسکولی
سان ماورو پاسکولی (به ایتالیایی: San Mauro Pascoli) یک کومونه در ایتالیا است که در استان فورلی-چزنا واقع شده‌است. سان ماورو پاسکولی ۱۷٫۳۵ کیلومتر مربع مساحت و ۱۰٬۷۱۴ نفر جمعیت دارد و ۲۷ متر بالاتر از سطح دریا واقع شده‌است.

## خواهرخوانده
شهرهای تِجانو، ناومبورگ (هسن) و سوزل خواهرخوانده‌های سان ماورو پاسکولی هستند.